# رومان فورتين
رومان فورتين (بالإنجليزية: Roman Fortin)‏ هو لاعب كرة قدم أمريكية أمريكي، ولد في 26 فبراير 1967 في كولومبوس في الولايات المتحدة.

## وصلات خارجية
- رومان فورتين على موقع مرجع كرة القدم المحترفة.كوم (الإنجليزية)